# Атака по полному двудольному графу
Атака по полному двудольному графу (англ. Biclique attack) — одна из разновидностей атаки «встречи посередине». В данной атаке используется структура полного двудольного графа для увеличения количества попыток атаки посредника. Так как эта атака основа на методе атаки посредника, то она применима как к блочным шифрам, так и к криптографическим хеш-функциям. Данная атака известна тем, что позволяет вскрыть шифры AES и IDEA, хотя по скорости лишь немного обгоняет метод полного перебора. Вычислительная сложность атаки составляет {\displaystyle 2^{126.1}}, {\displaystyle 2^{189.7}} и {\displaystyle 2^{254.4}} для AES128, AES192 и AES256 соответственно. Так как вычислительная сложность – теоретическое значение, то это означает, что AES не был взломан и его использование остается относительно безопасным. Также эта атака поставила под сомнение достаточность количества раундов, используемых в AES.

## История
Метод атаки посредника был впервые предложен Диффи и Хеллманом в 1977 году в процессе обсуждения свойств алгоритма DES. Они рассуждали о том, что размер ключа был слишком мал, и что повторное использование DES с разными ключами могло быть решением данной проблемы. Однако, было предложено не использовать "double DES", а сразу применять как минимум triple DES из-за особенностей атаки посредника. С тех пор, как Диффи и Хеллман предложили метод атаки посредника, появилось много вариаций, которые могут использоваться, когда классический вариант MITM неприменимы. Идея атаки по полному двудольному графу была впервые высказана Хоратовичем, Рехбергером и Савельевой для варианта с использованием хеш-функций. Впоследствии Богданов, Хоратович и Рехбергер опубликовали атаку на AES, в которой показали, как можно применить концепцию полного двудольного графа к секретному ключу, включающий в себя блочный шифр.

## Полный двудольный граф
В атаке посредника биты ключей {\displaystyle K_{1}} и {\displaystyle K_{2}}, соответствующие первому и второму шифрам подстановки, должны быть не зависимы друг от друга, иначе совпадающие промежуточные значения открытого и зашифрованного текстов не смогут быть вычислены независимо в атаке посредника. Это свойство часто бывает трудно использовать в течение большого количества раундов, за счет диффузии атакуемого шифра.
Проще говоря, чем больше итераций будет использоваться в атаке, тем больший шифр подстановки будет “на выходе”, что в свою очередь приведёт к уменьшению числа независимых битов ключа между шифрами подстановки, которые придется взламывать полным перебором.
В данном случае, полный двудольный граф помогает в решении этой проблемы. Например, если проводить 7 раундов атаки посредника на AES, и затем использовать полный двудольный граф длиной 3 (покрывающий 3 итерации шифра), то будет возможность сопоставить промежуточное состояние в начале 7 итерации с промежуточным состоянием последней итерации (с 10, в случае с AES128). Таким образом, получается атака на все раунды шифра, хотя в классической атаке посредника это могло быть невозможно.
Суть атаки по полному двудольному графу состоит в том, чтобы построить эффективный полный двудольный граф, который в зависимости от битов ключей {\displaystyle K_{1}} и {\displaystyle K_{2}} мог сопоставлять текущее промежуточное значение соответствующему шифртексту.

## Построение полного двудольного графа
Данный метод был предложен Богдановым, Ховратовичем и Рехбергером в работе Biclique Cryptanalysis of the Full AES.
Необходимо помнить, что основная функция полного двудольного графа состоит в том, чтобы строить связи между состояниями {\displaystyle S} и шфиротекстами {\displaystyle C}, используя ключи {\displaystyle K[i,j]}:
Построение: 

Первый шаг: Выбираем состояние({\displaystyle S_{0}}), шифротекст({\displaystyle C_{0}}) и ключ({\displaystyle K[0,0]}) так, что: {\displaystyle S_{0}{\xrightarrow[{f}]{K[0,0]}}C_{o}}, где {\displaystyle f} — это функция, которая отображает состояние в шифротекст, использую данный ключ.
Второй шаг: Выбирается два множества ключей, каждое размером {\displaystyle 2^{d}}, таким образом, что:
- Первое множество ключей — это ключи, которые удовлетворяют дифференциальным требованиям функции {\displaystyle f} на основе базовые вычислений: {\displaystyle 0{\xrightarrow[{f}]{\Delta _{i}^{K}}}\Delta _{i}}
- Второе множество ключей — это ключи, которые удовлетворяют дифференциальным требованиям функции {\displaystyle f} на основе базовые вычислений: {\displaystyle \nabla _{j}{\xrightarrow[{f}]{\nabla _{j}^{K}}}0}

Третий шаг: Заметим, что 
 {\displaystyle 0{\xrightarrow[{f}]{\Delta _{i}^{K}}}\Delta _{i}\oplus \nabla _{j}{\xrightarrow[{f}]{\nabla _{j}^{K}}}0=\nabla _{j}{\xrightarrow[{f}]{\Delta _{i}^{K}\oplus \nabla _{j}^{K}}}\Delta _{i}}, 

Также легко заметить, что кортеж {\displaystyle (S_{0},C_{0},K[0,0])},так же удовлетворяем обоим дифференциалам. Подставляя {\displaystyle S_{0},C_{0}} {\displaystyle K[0,0]} в любое из определений, получим {\displaystyle 0{\xrightarrow[{f}]{0}}0}, где {\displaystyle \Delta _{0}=0,\nabla _{0}=0} и {\displaystyle \Delta _{0}^{K}=0}. 

Это означает, что к кортежу, полученному из базовых вычислений, также можно применять операцию XOR :
{\displaystyle S_{0}\oplus \nabla _{j}{\xrightarrow[{f}]{K[0,0]\oplus \Delta _{i}^{K}\oplus \nabla _{j}^{K}}}C_{0}\oplus \Delta _{i}}
Четвертый шаг: Легко заметить, что: 

{\displaystyle S_{j}=S_{0}\oplus \nabla _{j}} 

{\displaystyle K[i,j]=K[0,0]\oplus \Delta _{i}^{K}\oplus \nabla _{j}^{K}} 

{\displaystyle C_{i}=C_{0}\oplus \Delta _{i}} 

Таким образом, имеем: 

{\displaystyle S_{j}{\xrightarrow[{f}]{K[i,j]}}C_{i}} 

Что совпадает с определением функции полного двудольного графа, показанной выше: 

{\displaystyle \forall i,j:S_{j}{\xrightarrow[{f}]{K[i,j]}}C_{i}}
Таким образом, можно создать полный двудольный граф размера {\displaystyle 2^{2d}}({\displaystyle 2^{2d}}, так как {\displaystyle 2^{d}} ключей первого множества необходимо соединить с {\displaystyle 2^{d}} ключами второго множества). Это означает, что граф размером {\displaystyle 2^{2d}} можно построить, используя {\displaystyle 2*2^{d}} вычислений дифференциалов {\displaystyle \Delta _{i}} и {\displaystyle \nabla _{j}} и функции {\displaystyle f}. Если {\displaystyle \Delta _{i}\neq \nabla _{j}} для {\displaystyle i+j>0} , тогда все ключи {\displaystyle K[i,j]} будут различными во всем графе.

## Криптографический анализ атаки
1. Криптоаналитик собирает все возможные ключи в подмножества ключей размером {\displaystyle 2^{2d}}, где {\displaystyle d} некоторое число. Ключ в группе обозначается как {\displaystyle K[i,j]} в матрице размера {\displaystyle 2^{d}\times 2^{d}}. Далее криптоаналитик разделят шифр на два шифра подстановки, {\displaystyle f} и {\displaystyle g} (такие, что {\displaystyle E=f\circ g}), так же, как и в атаке посредника. Множества ключей для каждого шифра подстановки имеют мощности {\displaystyle 2^{d}}, и обозначаются {\displaystyle K[i,0]} и {\displaystyle K[0,j]}. Объединение ключей обоих шифров подстановки выражается через вышеупомянутую матрицу {\displaystyle K[i,j]}.
2. Криптоаналитик строит полный двудольный граф для каждой группы {\displaystyle 2^{2d}} ключей. Граф имеет размерность {\displaystyle d}, так как он сопоставляет {\displaystyle 2^{d}} внутренних состояний, {\displaystyle S_{j}}, с {\displaystyle 2^{d}} шифротекстами, {\displaystyle C_{i}}, используя {\displaystyle 2^{2d}} ключей. В данном случае полный двудольный граф строится на основе отличий двух множеств ключей, {\displaystyle K[i,0]} и {\displaystyle K[0,j]}.
3. Криптоаналитик выбирает {\displaystyle 2^{d}} возможных шифротекстов, {\displaystyle C_{i}}, и запрашивает соответствующие им открытые тексты, {\displaystyle P_{i}}.
4. Злоумышленник выбирает внутреннее состояние, {\displaystyle S_{j}} и соответствующий ему открытый текст, {\displaystyle P_{i}}, и производит классическую атаку посредника, используя {\displaystyle f} и {\displaystyle g}.
5. Как только находиться ключ, сопоставляющий {\displaystyle S_{j}} с {\displaystyle P_{i}}, он тестируется на другой паре 'внутреннее состояние-шифротекст'. Если ключ работает и на этой паре, то с большой долей вероятности это корректный ключ.

## Пример атаки
Ниже представлен пример атаки на AES128. Атака состоит из 7 раундовой атаки посредника, полный двудольный граф используется в 3 последних итерациях.

### Разделение ключей
Ключи разделены на  {\displaystyle 2^{112}} групп, каждая группа состоит из {\displaystyle 2^{16}} ключей. 
Для каждой группы используется уникальный базовый ключ {\displaystyle K[0,0]}, используемый для вычисления. Данный ключ имеет следующий вид: 
{\displaystyle {\begin{bmatrix}-&-&-&0\\0&-&-&-\\-&-&-&-\\-&-&-&-\end{bmatrix}}}
Оставшиеся 14 байт (112 бит) заполняются последовательно. Таким образом получается {\displaystyle 2^{112}}  уникальных базовых ключей; по одному на каждую группу ключей. 

Обычно {\displaystyle 2^{16}} ключей в каждой группе выбираются в соответствии с базовым ключом группы. Они отличаются только 2 байтами (либо из {\displaystyle i}, либо из  {\displaystyle j}) из представленных ниже 4 байт: 

{\displaystyle {\begin{bmatrix}-&-&i&i\\j&-&j&-\\-&-&-&-\\-&-&-&-\end{bmatrix}}}
Таким образом, получается{\displaystyle 2^{8}K[i,0]} и {\displaystyle 2^{8}K[0,j]}, что в сумме даёт {\displaystyle 2^{16}} различных ключей, {\displaystyle K[i,j]}.

### Построение графа
Полный двудольный граф размером {\displaystyle 2^{112}} строится так, как это указано в разделе "Построение полного двудольного графа".

### Атака посредника
Как только граф построен, можно начинать атаку посредника. До начала атаки {\displaystyle 2^{d}} состояний из открытого текста: 

{\displaystyle P_{i}{\xrightarrow[{}]{K[i,0]}}{\xrightarrow[{v_{i}}]{}}}, 

{\displaystyle 2^{d}} состояний из шифротекста: 

{\displaystyle {\xleftarrow[{v_{j}}]{}}{\xleftarrow[{}]{K[0,j]}}S_{j}}, 

и соответствующие состояния и множества ключей {\displaystyle K[i,0]} или {\displaystyle K[0,j]} уже посчитаны.
Теперь можно начинать атаку посредника. Чтобы проверить ключ {\displaystyle K[i,j]}, необходимо только пересчитать части шифра, который будет лежать между значениями {\displaystyle P_{i}{\xrightarrow[{}]{K[i,0]}}{\xrightarrow[{v_{i}}]{}}} и {\displaystyle P_{i}{\xrightarrow[{}]{K[i,j]}}{\xrightarrow[{v_{i}}]{}}}. Для обратных вычислений с {\displaystyle S_{j}} к {\displaystyle {\xleftarrow[{v_{j}}]{}}}, необходимо пересчитать только 4 S-блока. Для дальнейших вычислений с {\displaystyle P_{i}} к {\displaystyle {\xrightarrow[{v_{i}}]{}}}, всего 3 S-блока.
Когда состояния совпадут, ключ-кандидат {\displaystyle K[i,j]}, принимающий значения от {\displaystyle P_{i}} до {\displaystyle S_{j}} найден. Далее этот ключ тестируется на другой паре открытый-/шифротекст

### Результаты
Эта атака позволяет уменьшить сложность вычислений для взлома AES128 до {\displaystyle 2^{126.18}}, что в свою очередь в 3-5 раз быстрее метода полного перебора.